# Manuel Inácio de Andrade
Manuel Inácio de Andrade Souto Maior Pinto Coelho, Marquês de Itanhaém (Marapicu, 5 de maio de 1782 — Rio de Janeiro, 17 de agosto de 1867), foi um militar, proprietário rural e político brasileiro.
Manuel Inácio nasceu na fazenda de Marapicu, pertencente ao seu pai, o brigadeiro do exército português Inácio de Andrade Souto Maior; sua mãe era dona Antônia Joaquina de Ataíde Portugal Pinto Coelho. Durante sua carreira militar, foi apontado general e recebeu várias medalhas e comendas, dentre elas a Grã-Cruz da Legião de Honra da França. Tendo estudado Direito, tornou-se juiz. Ele falava ao menos cinco línguas.

## Biografia
Manuel Inácio foi feito Barão de Itanhaém tanto por Portugal quanto pelo Brasil. Recebeu primeiramente o título de D. João VI, por decreto de 3 de maio de 1819. Depois o foi por D. Pedro I, por decreto de 1 de dezembro de 1822, em gratidão a sua lealdade ao Império. Ainda em 1822, serviu como alferes-mor na sagração e coroação de D. Pedro I e, em 1824, exerceu a mesma função no juramento da Constituição Imperial. Por seus bons serviços, aos 12 de outubro de 1826, foi feito Marquês de Itanhaém.

### Tutor da família imperial
Com a prisão de José Bonifácio em 1834, o marquês substituiu-o como tutor do jovem D. Pedro de Alcântara, então com oito anos de idade. Como tutor do Imperador — oficialmente, "encarregado da tutela de Sua Majestade Imperial e de Suas Augustas Irmãs" —, ele residia em um quarto do Palácio de São Cristóvão, no Rio de Janeiro.

### Vida pública
Por ocasião da coroação de D. Pedro II, recebeu a Grã-Cruz da Imperial Ordem de Cristo.
Em 1844, elegeu-se Senador pela Província de Minas Gerais, cargo que ocupou até o fim de sua vida. Foi membro do Instituto Histórico e Geográfico Brasileiro.

## Casamentos
Aos vinte e cinco anos, o Marquês de Itanhaém desposou, por procuração de sua família, sua prima Teodora Egina Arnaut. Tiveram um filho, Inácio. Sua esposa morreu em 1828, depois de uma união insossa de quase vinte e um anos.
Aos quarenta e nove anos, o marquês casou-se, em 1831, com Francisca Matilde de Pinto Ribeiro, de trinta anos. Com a morte precoce de Francisca no ano seguinte, Manuel Inácio casou-se, em 1833, com a cunhada, Joana Severina de Pinto Ribeiro. Assim como a irmã, ela morreu precocemente aos trinta anos, apenas seis meses depois.
Em 5 de julho de 1834, na capela da casa de uma amiga na Rua da Quitanda, o Marquês de Itanhaém, já com cinquenta e dois anos, casou-se secretamente com Maria Angelina Beltrão, uma pobre faxineira lisboeta de vinte e nove anos. Maria Angelina o acordava todas as manhãs cedo no palácio, sempre limpando seu quarto. Em junho daquele ano, depois de uma conversa, o marquês pediu sua mão em casamento, e ela, surpresa, aceitou.
De início, Manuel Inácio manteve sigilo de seu quarto casamento. Maria Angelina continuou a trabalhar como faxineira do palácio, sem que ninguém soubesse de suas relações com ele. Este arranjo continuou por algum tempo, mas chegou ao fim em meados de 1835, quando o marquês revelou a D. Pedro II o seu casamento secreto e a gravidez de Maria Angelina. O Imperador aceitou a união entre os dois e, inclusive, permitiu que o primogênito do casal, também chamado Manuel Inácio, fosse batizado na capela imperial do palácio, em 25 de maio daquele ano. A cerimônia contou com a presença das principais famílias nobres do Império.

## Morte
Manuel Inácio faleceu no Rio de Janeiro a 17 de agosto de 1867, aos 85 anos. Maria Angelina viria a falecer exatamente um mês depois, em 17 de setembro, aos 62 anos.